# K

Litera Kk scrisă cu fontul „School Script Dashed”.

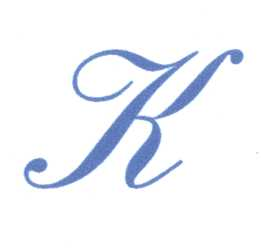
Majuscula K

Minuscula k

K este a unsprezecea literă din alfabetul latin și a paisprezecea din alfabetul limbii române. În limba română este folosită în scrierea unor nume proprii și în neologisme cu caracter internațional: Kogălniceanu, kilogram; litera k poate nota două sunete fonetic distincte, dar fonemic identice:
- în grupurile de litere ke și ki este o consoană oclusivă palatală surdă notată fonetic [c] și pronunțată la fel ca sunetul scris ch în cuvinte precum chef și chip.
- în toate celelalte situații este o consoană oclusivă velară surdă notată fonetic [k] și pronunțată la fel ca sunetul c din cuvântul cap.

## Istorie
| D46 |

| D46 |

## Utilizare
- În chimie, K este simbolul elementului chimic potasiu (sau kaliu, din latină kalium).
- În fizică:
  - k este simbolul pentru prefixul kilo- (103).
  - K este simbolul pentru Kelvin, unitatea de măsură S.I. a temperaturii.
  - k este simbolul pentru constanta elastică.
  - k este simbolul pentru constanta lui Boltzmann.
  - k este simbolul pentru numărul de undă.

- În informatică, K este simbolul pentru prefixul kilo- (210 = 1024).
- De asemennea , K încercuit este simbolul pentru o asociatie secretă.

## Alte reprezentări
| Alfabetul fonetic NATO | Codul Morse |
| Kilo                   | –·–         |

|                                                 |                     | ⠅       |
| Sistemul de semnalizare maritimă internațională | Alfabetul semaforic | Braille |